# Lotta Ahonen
Lotta Ahonen (...) è una giocatrice di football americano finlandese, che gioca come wide receiver per le Tampere Saints..